# Frederick Richards Leyland
Frederick Richards Leyland (Liverpool, 30 settembre 1831 – Londra, 4 gennaio 1892) è stato un armatore e collezionista d'arte britannico.

## Biografia
Frederick Leyland Richards è stato uno dei più grandi armatori britannici. È stato anche un importante collezionista d'arte, che commissionò opere da molti pittori, prediligendo in particolare quelli appartenenti alla Confraternita dei Preraffaelliti. Era, tra l'altro, un pianista capace e un uomo di notevole gusto e talento

### Carriera

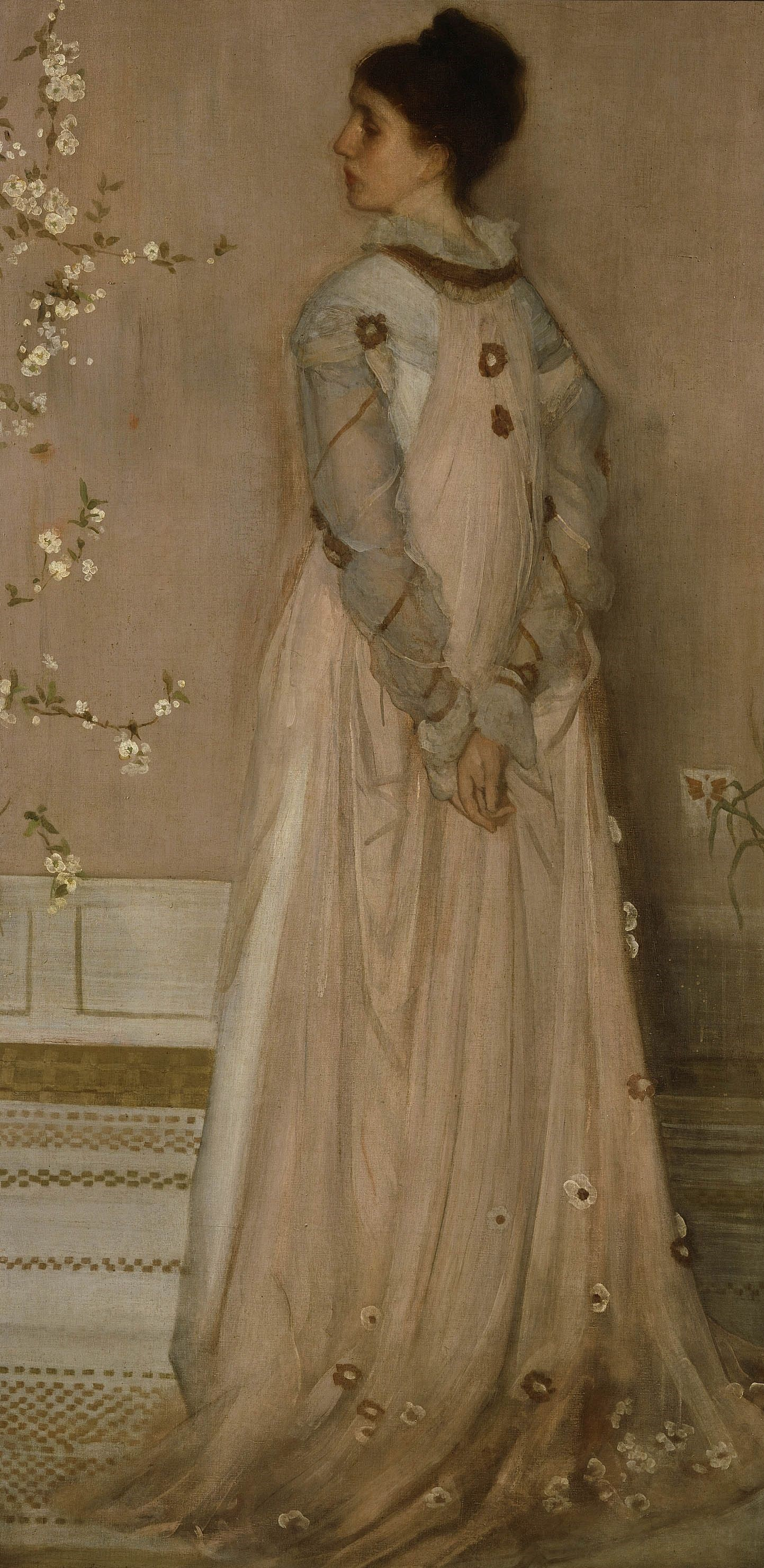
Symphony in Flesh Colour and Pink, ritratto di Frances Leyland, 1871–1874, (James McNeill Whistler)

Leyland iniziò a lavorare come apprendista nella ditta di John Bibby, Sons & Co, dove grazie al suo impegno e capacità riuscì in breve ad affiancare come socio il proprietario. Nel 1867 dopo aver consolidato la sua posizione economica prese, come residenza a Liverpool, la prestigiosa residenza di Speke Hall. Nel 1869 comprò a Londra una casa al numero 49 della centralissima Prince's Gate. Alla fine del 1872 quando i Bibby decisero di lasciare l'attività, comprò tutte le quote della società, mutandone in seguito il nome in Leyland. Sotto la sua direzione la linea vide incrementare sensibilmente il suo commercio transatlantico e nel 1882 poteva contare su 25 navi a vapore. Leyland si ritirò dagli affari attiva nel 1888, lasciando al figlio Frederick Dawson la gestione della società.

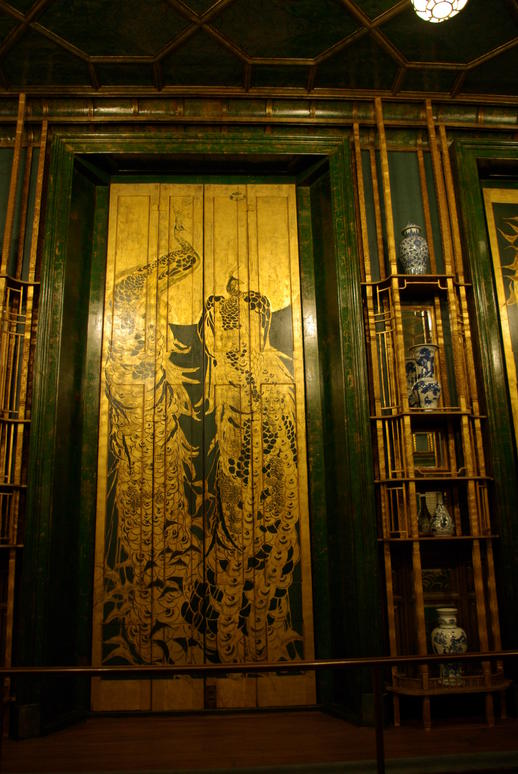
Harmony in Blue and Gold: The Peacock Room 1876-1877 (James McNeill Whistler)

### Collezionista d'arte
Tra il 1872 e il 1877 Leyland acquisì un grande numero di quadri riferiti sia al periodo rinascimentale, sia a quello contemporaneo dei preraffaelliti. I pittori che maggiormente incontrarono la sua preferenza furono Rossetti e James McNeill Whistler e Albert Joseph Moore.
Leyland commissionò inoltre al pittore Edward Burne-Jones La seduzione di Merlino. Il dipinto raffigura una scena del Ciclo arturiano, l' "Infatuazione di Merlino per la Signora del Lago, Nimue", dove il Mago Merlino è mostrato impotente e intrappolato in un cespuglio di biancospino, mentre Nimue legge da un libro di incantesimi la formula per catturarlo.
Nel 1870, Leyland commissionò a Whistler un quadro per decorare la sua sala da pranzo. Il risultato fu la Peacock Room (la Sala Pavone), che fu considerata poi una delle più grandi opere di Whistler. Dopo la morte di Leyland, la vedova Frances Leyland decise di vendere il prezioso quadro all'industriale e collezionista d'arte americano Charles Lang Freer che lo fece smontare e spedire negli Stati Uniti d'America. Ora è conservato a Washington nella Freer Gallery of Art della Smithsonian Institution.

### Morte
Leyland morì nel 1892 e fu sepolto nel cimitero di Brompton, Londra. La tomba è 10 metri ad ovest del percorso principale tra l'ingresso nord e il colonnato, ma è altamente riconoscibile per la sua forma e il design unico.
Il monumento funerario è opera di Edward Burne-Jones ed è inserito, per il suo particolare interesse architettonico e storico nella Heritage List inglese.

### Eredità
Nel 1892, l'armatore Sir John Ellerman, uno degli uomini più ricchi d'Inghilterra non si fece sfuggire l'occasione di acquistare la florida linea di navigazione ereditata dai Leyland. Nel 1901, Ellerman poi la rivendette al finanziere americano John Pierpont Morgan per 1,2 milioni di sterline, che la fece confluire nella sua grande società di navigazione International Mercantile Marine Co, sempre di sua proprietà.

### Vita personale

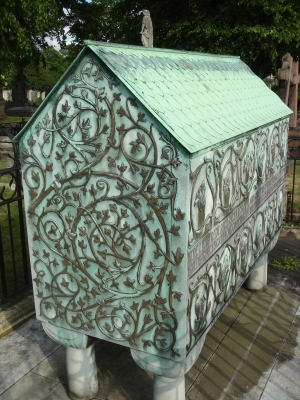
Monumento funerario di Frederick Leyland Richards presso il cimitero di Brompton (Edward Burne-Jones)

Leyland nel 1855 prese in moglie Frances Dawson (1834-1910). La coppia si separò nel 1879, forse a causa della relazione che Leyland aveva con Rosa Laura Caldecott.
Con Frances ebbe quattro figli: Frederick Dawson (nato nel 1856), Fanny (nata nel 1857), Elinor (nata nel 1861 e Florence (nata nel 1859). Quest'ultima si sposò con il pittore preraffaellita Valentine Cameron Prinsep. Con Rosa ebbe un figlio di nome Frederick Leyland Richards Caldecott nel 1883. Successivamente Leyland ha avuto altri due figli con Annie Ellen Wooster: Frederick Richards (nato nel 1884) e Francis George Leyland Wooster (nato nel 1890)
.